# Galleria del Monte Ovit
La galleria del Monte Ovit (Ovit Dağı Tüneli in turco) è uno dei tunnel stradali più lunghi al mondo, sito in Turchia nella provincia di Rize.

## Storia

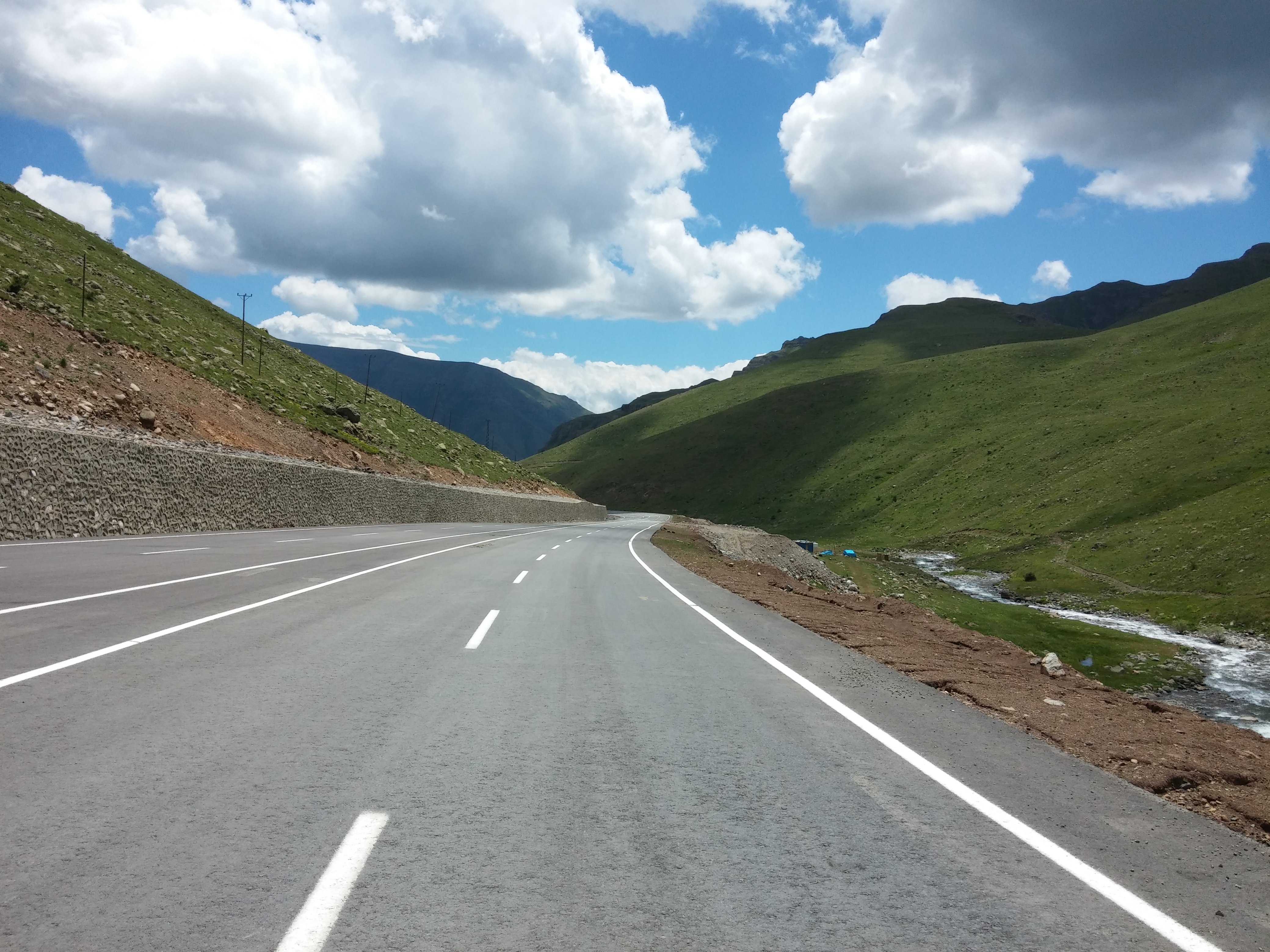
Un tratto della strada statale 925 nei pressi del Monte Ovit.

Un'ipotesi di costruzione di una galleria nell'area fu formulata nel 1880 quando la zona era parte dell'Impero ottomano, mentre risale al 1930 la costruzione della strada dell'Ovit Dağı Geçidi (in italiano Passo del Monte Ovit).
La prima pietra della moderna realizzazione è stata posata il 13 maggio 2012 dal primo ministro della Turchia Recep Tayyip Erdoğan e la caduta dell'ultimo diaframma di roccia è avvenuta il 4 ottobre 2016 alla presenza di uno dei suoi successori: Binali Yıldırım. Completati i lavori, la galleria è stata inaugurata il 13 giugno 2018 alla presenza di Recep Tayyip Erdoğan – nel frattempo divenuto presidente della Turchia – che ha indicato l'opera quale uno dei successi della sua amministrazione.

## Caratteristiche
La galleria, interamente posta nella provincia di Rize, collega la stessa a quella di Erzurum attraverso la strada statale 925, arteria di collegamento tra la regione del Mar Nero e quella dell'Anatolia Orientale. Il tunnel – scavato nel Monte Ovit (in turco Ovit Dağı) alto 3 200 metri – permette di oltrepassare i monti del Ponto evitando il transito per l'Ovit Dağı Geçidi, valico sito a 2640 m s.l.m. e soggetto a lunga chiusura nel periodo invernale.
La galleria è composta da due canne di 14 346 metri (dei quali 1 369 di galleria paravalanghe), ciascuna dotata di due corsie per senso di marcia. L'illuminazione e la tinta interna della galleria sono state progettate per evitare i possibili cali di attenzione da parte dei conducenti durante l'attraversamento.